# Chaim Goldberg
Chaim Goldberg (ur. 20 marca 1917 w Kazimierzu Dolnym, zm. 26 czerwca 2004 w Boca Raton na Florydzie) – polski malarz, grafik, rzeźbiarz i grawer żydowskiego pochodzenia. 

## Życiorys
W Polsce był autorem m.in. pomnika Mickiewicza i Puszkina odsłoniętego w 1953 w Polanicy-Zdroju. Po wyjeździe w 1955 za granicę został czołowym reprezentantem malarstwa przedstawiającego nieistniejący świat żydowskich sztetli; malował głównie rodzinny Kazimierz Dolny. 
Jego twórczość malarska i rzeźbiarska przyniosła mu sławę za granicą, jego prace są dziś m.in. w zbiorach Metropolitan Museum of Art i Museum of Modern Art w Nowym Jorku, Spertus Judaica Museum w Chicago, National Gallery of Art, Smithsonian Institution z National Collection of Fine Arts w Waszyngtonie, Yale University Art Gallery w New Haven w stanie Connecticut, Museum of Art w San Francisco i Skirball Museum w Los Angeles, Museum of Fine Arts w Houston, Muzeum Jad Waszem w Izraelu, Musée Petit Palais w Genewie oraz Muzeum Narodowym i Muzeum Żydowskim w Warszawie.